# Karabin FR F1
Fusil à repetition F1 (FR F1) – francuski karabin wyborowy.

## Historia
Pod koniec lat 40. XX wieku do uzbrojenia armii francuskiej wprowadzono karabin samopowtarzalny MAS 49, który miał zastąpić powtarzalny karabin MAS 36. Wkrótce opracowano także wersję wyborową karabinu MAS 49. Była ona produkowana seryjnie ale w połowie lat 60. uznano, że w roli broni wyborowej lepszy będzie karabin powtarzalny.
Prototyp nowej broni powstał w połowie lat 60. nowy karabin wyborowy był modyfikacją karabinu MAS 36. Karabin wyposażono w podstawę celownika optycznego i celownik APX L Mle53 o powiększeniu 3,85x. Magazynek stały zastąpiono pudełkowym magazynkiem wymiennym. Zmodyfikowano także łoże i kolbę wyposażając karabin w oddzielny chwyt pistoletowy. Karabin wyposażono także w nastawny bezpiecznik. Reszta mechanizmów jest identyczna jak w MAS 36.
Produkcję FR F1 w zakładach Manufacture d'Armes de Saint Etienne (MAS) rozpoczęto w 1966 roku. Karabin był produkowany w wersji kalibru 7,5 × 54 mm dla armii francuskiej i 7,62 × 51 mm NATO na eksport. Poza Francją karabin był używany przez armie Maroka, Mauretanii i Czadu. Produkcję FR F1 zakończono w 1980 roku.
W 1984 roku rozpoczęto produkcję karabinu FR F2, który z czasem zastąpił FR F1.

## Opis
Karabin FR F1 był indywidualną bronią powtarzalną. Zamek czterotaktowy, ślizgowo-obrotowy. Ryglowanie za pomocą dwóch rygli umieszczonych w tylnej części trzonu. Zasilanie z wymiennego magazynka pudełkowego o pojemności dziesięciu naboi. Lufa zakończona tłumikiem płomienia. Zasadniczym celownikiem był optyczny APX L Mle53 o powiększeniu 3,85x. Karabin był dodatkowo wyposażony w mechaniczne przyrządy celownicze. Łoże i kolba drewniane. Do łoża zamocowany był lekki dwójnóg.